# Dansk Bogfortegnelse
Dansk Bogfortegnelse, udkommet siden 1841
Dansk Bogfortegnelse er en del af den danske nationalbibliografi og har til formål at registrerer alle bøger, som udkommer i Danmark inden for de til enhver tid gældende danske grænser. Den registrerer alle trykte og elektroniske bøger udgivet i Danmark også selv om de ikke er i almindelig handel. Undtaget er materiale, der kun har interesse for en snæver eller lokal kreds.
Det har gennem tiderne skiftet, hvilke andre materialetyper (musikalier, kort, periodika), der i en periode har været medtaget i Dansk Bogfortegnelse. Grundlaget for registreringen er pligtafleveringen, som i nyere tid er kombineret med frivillige ordninger. Udvælgelsen baseres på optagelseskriterier fastlagt af Bibliografisk Råd under Slots- og Kulturstyrelsen.

## Historie
Omkring 1830 voksede offentlighedens interesse for, hvilke bøger der blev udgivet i Danmark. Det Kongelige Bibliotek modtog i forvejen alle danske bøger via pligtafleveringen og biblioteket medvirkede fra begyndelsen ved registreringen. I nogle år udsendte forlaget Gyldendal hæfter med oversigter over nye bøger. I 1841 blev Det Kongelige Bibliotek mere direkte involveret i opgaven, da den nystiftede Forlagsforening i København udsendte et trykt katalog over danske nyudgivelser med titlen Almindelig dansk-norsk Forlagskatalog. I 1851 tog Gads Forlag føringen med en løbende dansk bogfortegnelse, stadig udarbejdet af Det Kongelige Bibliotek. Senest er Dansk Bogfortegnelse udgivet Dansk BiblioteksCenter.
Indtil 2004 udkom Dansk Bogfortegnelse som trykt publikation. Derefter er den blevet en del af Bibliotek.dk.

## Dansk litteratur før 1841
Dansk litteratur før 1841 er registeret i Bibliotheca Danica. Det er et fælleskatalog over danske bøger, småtryk og periodica i Det Kongelige Bibliotek, Universitetsbiblioteket i København samt Karen Brahes Bibliotek. Omfatter stort set alle trykte danske publikationer fra den ældste danske bog i 1482 til 1840.